# Liushahe
Le Liushahe (chinois simplifié : 流沙河镇 ; chinois traditionnel : 流沙河鎮 ; pinyin : Liúshāhé Zhèn) est un bourg de la ville de Ningxiang dans la province du Hunan en Chine. Il est entouré par le bourg de Qingshanqiao à l'ouest, les bourg de Huangcai et les cantons de Shatian au nord, les bourgs de Laoliangcang et Huitang à l'est et le bourg de Fanjiang au sud. Au recensement de 2007, il avait une population de 68,780 habitants et une superficie de 140,57 km2.

## Administration territoriale
Il comprend 2 communautés et 18 villages :
- Liushahe (流沙河社区)
- Helin (荷林社区)
- Hongmei (红梅村)
- Shiqi (石奇村)
- Hexing (合兴村)
- Hongtang (洪塘村)
- Waziping (瓦子坪村)
- Changsheng (长盛村)
- Qingjiang (清江村)
- Fusi (罘罳村)
- Datianfang (大田方村)
- Malian (码联村)
- Chixin (赤新村)
- Gaoshan (高山村)
- Gaohua (高华村)
- Lianhua (莲花村)
- Shanlin Street (山林街村)
- Caochong (草冲村)
- Fuchong (扶冲村)
- Sujiating (苏家亭村)

## Géographie
Le bourg possède trois réservoirs : le réservoir Qiguan (奇观水库), le réservoir Meihua (梅花水库) et le réservoir Tuanshan (团山水库).
La rivière Chu est connue comme "Liushahe" (流沙河), un affluent de la rivière Wei. Elle traverse le bourg.
La mont Fusi est un endroit pittoresque du bourg.

## Économie
Les montagnes de la ville contiennent une riche réserve de granit.
Les agrumes, les pêches, le prunus et le tabac jouent un rôle important dans l'économie.

## Éducation
Il y a un lycée situé aux limites de la bourg : Lycée Ningxiang No. 7 High School.

## Transport

### Route provinciale
Les principales autoroutes qui relient le bourg de Liushahe au reste de la province du Hunan incluent la S209, qui traverse la bourg de Qingshanqiao en direction du sud, jusqu'au bourg de Hutian, et au nord du bourg de Laoliangcang.

### Autoroute
La voie express Yiyang–Loudi–Hengyang dans la province du Hunan mène à la ville de Loudi, à la ville de Yiyang et à la ville de Hengyang en passant par le bourg.

### Rail
Le chemin de fer Luoyang–Zhanjiang, de la ville de Luoyang, province du Henan, à la ville de Zhanjiang, province du Guangdong, traverse le bourg.

## Religion
Le temple Jinfeng (金凤禅院) est un temple où coexistent taoïsme et bouddhisme, construit à la fin de la dynastie Sui et au début de la dynastie Tang, il a été détruit dans les années 1950,.
Le temple Jiandao (见道庵) est également un temple bouddhiste au sud-ouest du bourg.

## Attraction touristique
Parmi les spécialités locales figurent le porc Ningxiang (宁乡猪), Castanea mollissima et les kumquats.